# الدوري الأمريكي للمحترفين 1993
الدوري الأمريكي للمحترفين 1993 هو موسم من الدوري الأمريكي للمحترفين ‏. فاز فيه Colorado Foxes ‏.